# Пісні самонаведення
«Пісні самонаведення» — спільний альбом гурту «Kozak System» та Тараса Чубая.

## Список композицій
| #     | Назва                   | Автор слів           | Автор музики | Тривалість |
| ----- | ----------------------- | -------------------- | ------------ | ---------- |
| 1.    | «Гомін»                 | народні              | Kozak System | 5:47       |
| 2.    | «А вже років триста»    | Анатолій Свидницький | Kozak System | 5:07       |
| 3.    | «Ой, гук, мати, гук»    | народні              | Kozak System | 4:26       |
| 4.    | «Ой, із-за гір»         | народні              | Kozak System | 4:46       |
| 5.    | «Ой, там на горі»       | народні              | Kozak System | 4:57       |
| 6.    | «До Тернополя»          | народні              | Kozak System | 4:20       |
| 7.    | «Росте Антонич (Весна)» | Богдан-Ігор Антонич  | Kozak System | 4:03       |
| 8.    | «Рана-любов»            | Кость Москалець      | Kozak System | 4:00       |
| 9.    | «Приїхали з-за Дунаю»   | Кость Москалець      | Kozak System | 6:18       |
| 10.   | «В глибокій долині»     | народні              | Kozak System | 4:31       |
| 48:15 |                         |                      |              |            |

## Музиканти
- Тарас Чубай — вокал, гітара;
- Іван Леньо — акордеон;
- Олександр Дем'яненко — гітара;
- Володимир Шерстюк — бас-гітара;
- Сергій Борисенко — барабани;

### Запрошені музиканти
- Іван Ткаленко — бандура (5)